# Wilfrid-Constant Beauquesne
Wilfrid-Constant Beauquesne né à Rennes le 28 octobre 1840 et mort à Montgeron le 9 octobre 1913 est un peintre français.

## Biographie
Élève d'Horace Vernet et d'Émile Vernet-Lecomte à l'École des beaux-arts de Paris, peintre de scènes militaires, Wilfrid-Constant Beauquesne est connu essentiellement pour ses tableaux sur la guerre franco-allemande de 1870.
On lui doit aussi la décoration de la chapelle du fort de Vincennes.
Il apparaît sur la scène des Salons - la première fois au Salon des Beaux-arts de 1882 avec La nuit de la bataille à l’aube – reconnaissance d’un officier disparu.
Chaque année jusqu'en 1901, il présente au moins une œuvre au Salon des Beaux-arts de Paris, sauf en 1900 et en 1885. La production de Beauquesne est très riche en témoigne le catalogue raisonné des œuvres de l'artiste.
Après le conflit franco-prussien (ou guerre de 1870) les peintres français étaient particulièrement désireux de retrouver l’orgueil national en présentant des œuvres qui reflètent leur héroïsme national face à la brutalité de l’ennemi.

## Les débuts aux salons
L'affaire Beauquesne est rapportée par la presse. Le Figaro, Le Temps et La justice en font publication. Paul Eudel la raconte aussi dans L'Hôtel Drouot et la curiosité en 1884-1885. Les versions diffèrent un peu, mais l'histoire est la même. On y apprend qu'un dénommé Gaubault signait des œuvres de Beauquesne à son insu.
Le Figaro raconte un exemple des supercheries auxquelles donne lieu le commerce des tableaux :

« Un courtier, nommé D…, avait fait un marché avec un peintre pauvre ; il le payait à l’heure. Le peintre faisait des tableaux militaires  et le courtier, quand ils étaient en sa possession, chageait la Signature et la remplaçait par un nom sapposé : Gaubaull (Alfred-Émile). L'avantage de la combinaison, c'est que le peintre avait beau produire, pendant cinq heures par jour au taux de 2 fr de l'heure, il était inconnu, tandis que Gaubault acquérait de la réputation. Ses tableaux haussaient de prix d'année en année, et le courtier faisait fortune.
Un jour, le peintre allant aux Salons . Il découvre un de ses tableaux. Il était exposant sans le savoir. Il découvre aussi la signature. Étonné , Il consulte le livret, et il voit que l'adresse de Gaubault est donnée chez  un marchand de tableaux bien connu, M. Bernhein rue Laffite. Il y court : « C'est mol qui suis Gaubault ». « Mon compliment, monsieur, vous avez beaucoup de succès ; voila six ans que je désire vous connaitre ». « Mais je ne m'appelle pas Gaubault, je m'appelle Beauquesne. » On s'explique Gaubault disparu et Beauquesne signe les tableaux qui avait fait connaitre son pseudonyme et qui l'ont fait connaitre à son tour aux divers Salons depuis trois ans. »

## Œuvres
- Prise de la ferme de Servigny par le 11e chasseurs
- La Défense du village
- Le Calvaire de Woerth
- Les Corbeaux
- Les Corps constitués félicitant Mazagrin
- Au magasin d'habillement
- Le 7e cuirassiers chargeant les dragons royaux
- Les Bavarois à Bazeilles (1870)

Beauquesne, Face à l'ennemi, 1886, huile sur toile, 80 cm x 60 cm

Le tableau Face à l'ennemi est réalisé par le peintre en 1886. Il est le pendant le l'œuvre Les corbeaux. Face à l'ennemi est publié sous la forme d'une gravure en 1890. Elle est mentionnée à la page 106 du livre de Jean-François Lecaillon Les Peintres français et la guerre de 1870. Jean-François Lecaillon y voit un combat qui se déroule à Rezonville, le 16 aout 1870.

Beauquesne, Gravure parut dans Le Petit journal en 1890, Face à l'ennemi.
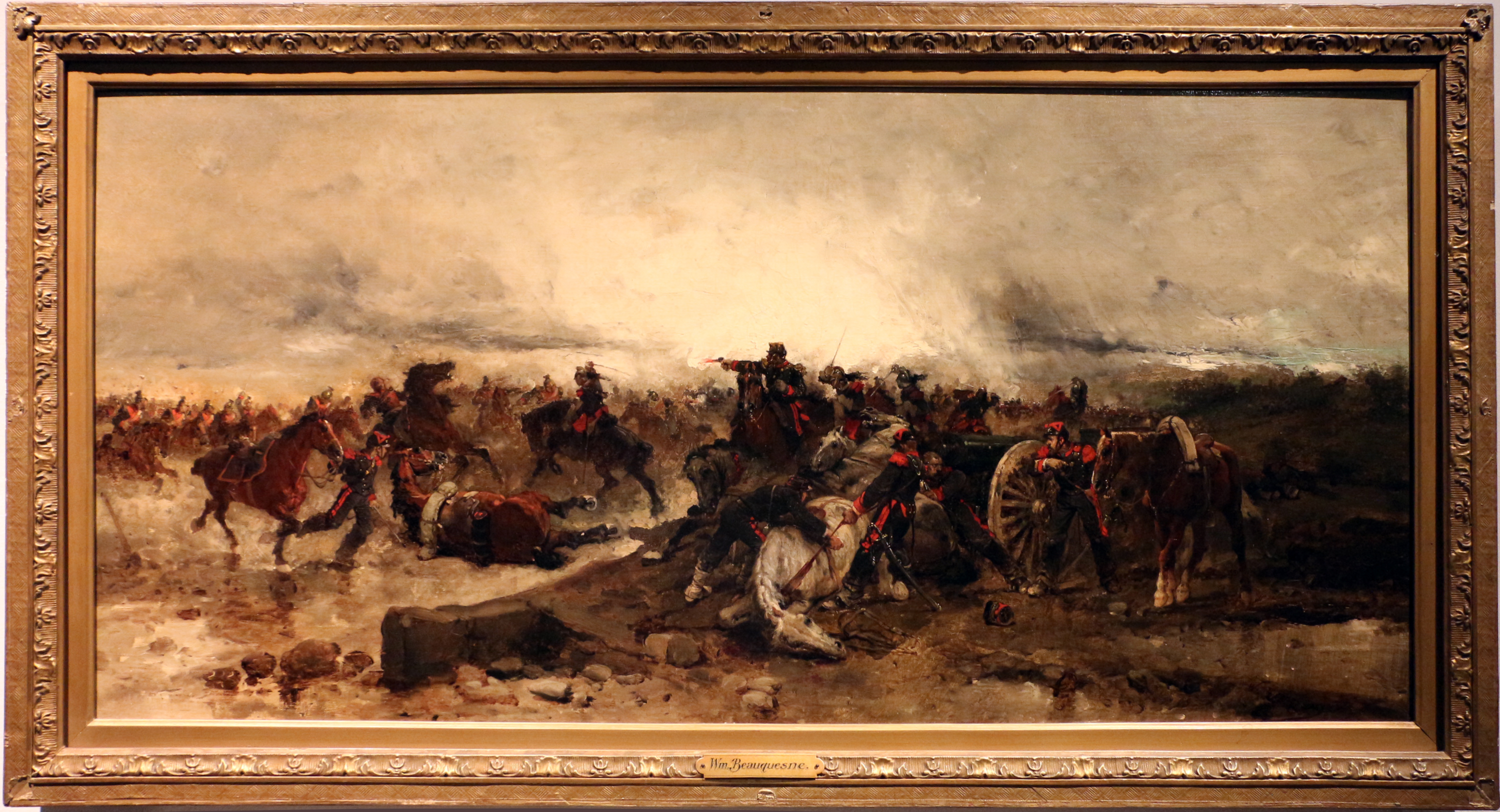
L'artillerie Française menacée par un assaut des uhlans en 1870, Beauquesne, Paris musée de l'armée.
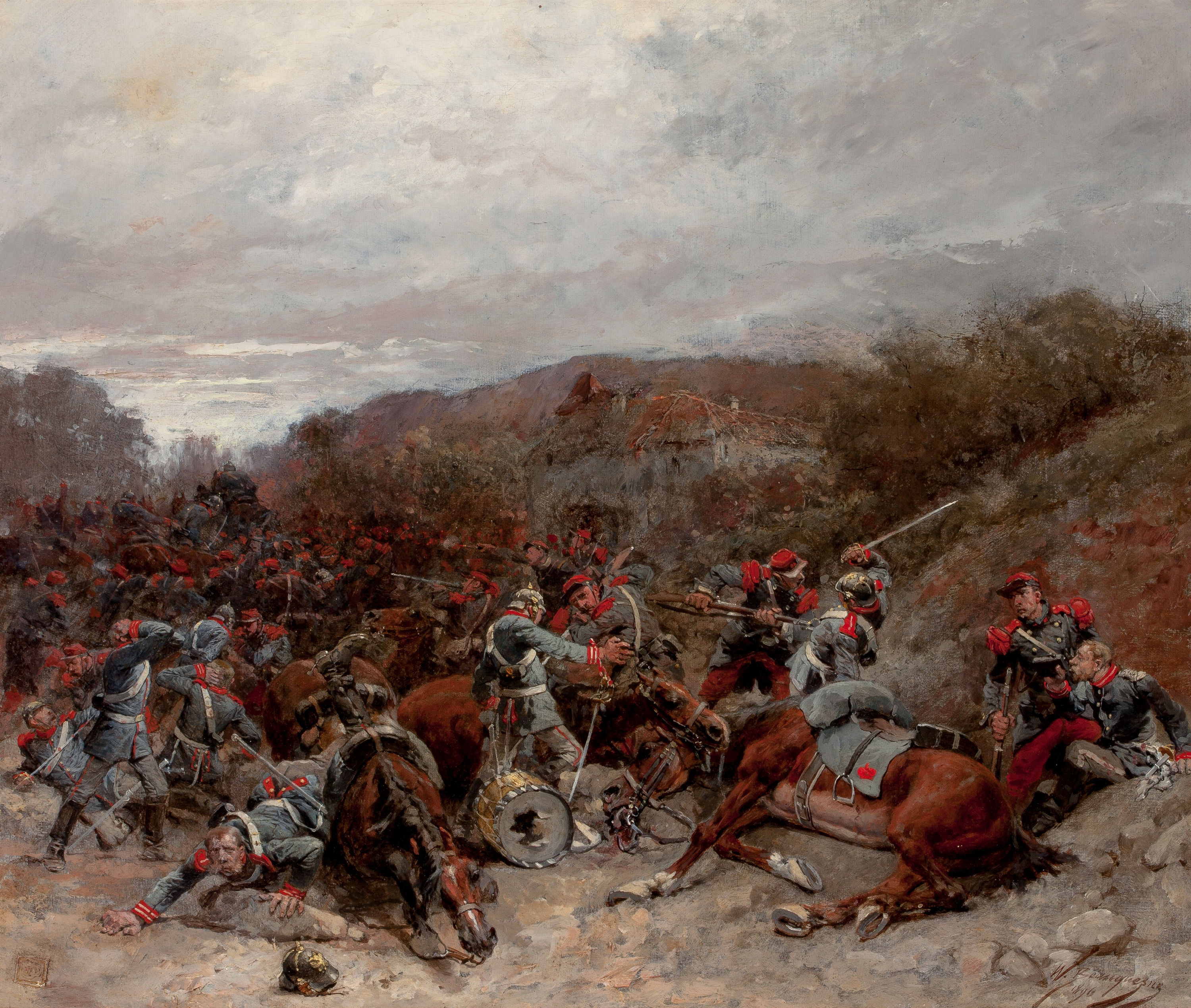
Scène de bataille Franco prussienne, 1896.
Un combats d’escortes dans les rues de Verdun, aout 1870, Beauquesne, 1898, musée de Verdun[6].
Les corbeaux.
beauquesne, gravure les corbeaux
Au drapeau, Beauquesne musée d'Histoire et  d'archéologie de Belfort.